# Sielsowiet Indura
Sielsowiet Indura (biał. Індурскі сельсавет, ros. Индурский сельсовет) – sielsowiet na Białorusi, w obwodzie grodzieńskim, w rejonie grodzieńskim.

## Miejscowości
- agromiasteczka:
  - Indura
  - Łuckowlany
- wsie:
  - Balicze
  - Bielewo
  - Bobrowniki
  - Bojary
  - Dubowa Nowa
  - Dubówka
  - Jaśkiewicze
  - Kowalicze
  - Kruhlik
  - Kuncewszczyzna
  - Łaniewicze
  - Łasza
  - Łuhawaja
  - Łużki
  - Prokopowicze
  - Rogacze
  - Sucha Dolina
  - Zaniewicze
  - Żarnówka
  - Żarnówka Mała
  - Żarnówka Wielka
  - Żytorodź
- dawne miejscowości:
  - Domanowszczyzna